# Därstetten
Därstetten is een gemeente en plaats in het Zwitserse kanton Bern, en maakt deel uit van het district Frutigen-Niedersimmental.
Därstetten telt 840 inwoners.